# Finlands håndboldforbund
Finlands håndboldforbund (finsk: Suomen Käsipalloliitto) (SKPL) er det administrative finske håndboldforbund. Forbundets hovedkvarter ligger Helsinki. Forbundet er medlem af det europæiske håndboldforbund, European Handball Federation (EHF) og det internationale håndboldforbund, International Handball Federation (IHF). Forbundet har ansvaret for herrelandsholdet og damelandsholdet, samt ungdomslandsholdene, ligaerne og andre nationale og kommunale turneringer.